# Геннингер, Кондратий Иванович
Кондратий Иванович (Иоганн Конрад) Геннингер (нем. Johann Konrad Henninger; 1697—1763) — действительный статский советник, педагог, вице-президент Мануфактур-коллегии.

## Биография
Иоганн Конрад Геннингер родился в 1697 году в городе Страсбурге. Изучал медицину, но врачом так и не стал. 
Пробыв некоторое время в Англии, он решил отправиться в Россию, которая сулила иностранцам большие возможности. 14 февраля 1723 года Геннингер обратился к своему земляку Шумахеру с просьбой пристроить его в России, причем в письме перечислил свои познания (пишет и говорит на языках немецком, французском, английском и латинском, играет на флейте и других инструментах, делает очки, микроскопы и зажигательные стекла) и выражал согласие на все должности, кроме лекарской. 
В 1725 году выехал в Россию. При основании Петербургской академии наук Шумахер определил его туда в качестве надзирателя и профессора «учтивости и приятного обхождения» (1726 год). Жалованья ему было назначено 500 рублей в год. Обязанности его были определены следующим образом: «Юноши благородные, в академическом доме живущие, надзирателя и правителя учения своего иметь будут Иоганна Конрада Г.; ибо надлежит гражданству, чтобы те, которые к знатнейшим на сан государства достоинствам рождены, не токмо разным наукам обучалися, но ко всякой учтивости и к приятному обхождению с людьми привыкали». По словам Миллера, Геннингеру пришлось ограничиться надзором за Скавронскими, племянниками Екатерины I, в продолжение нескольких месяцев 1726 года живших в Академии. Потом ему поручен был сын А. Д. Меншикова, и он переселился во дворец князя. После падения последнего Геннингер был назначен в 1727 году секретарем Медицинской канцелярии (для иностранной корреспонденции) и тогда же женился на сестре Шумахера. 
По восшествии на престол Анны Иоанновны Медицинская канцелярия была преобразована и Геннингер был уволен, но в 1731 году именным указом определен учителем к принцессе Анне Леопольдовне. Замешанный в июле 1735 года в историю с саксонским посланником Морицем Карлом Линаром, в которого принцесса влюбилась, он лишился своего места.
29 октября 1738 году Сенат, находя необходимым заместить вакантную должность советника Герольдмейстерской конторы, представил Кабинету двух кандидатов: вторым кандидатом — Ягана Готфрида Гейнцельмана, первым же — рекомендованного на эту должность Академией Наук — Геннингера, «который-де в герольдической науке и в знании чужестранных языков, а особливо латинского, немецкого, французского и в английском искусен, также историю, географию, политику, генеалогию, церемониал и рисование знает, который бы мог недостающие гербы дополнить, фамилиям новые сделать, или старые в порядок привести, и шляхетскую юность сей науке обучить». 23 ноября 1739 г. императрица назначила Геннингера советником Герольдмейстерской конторы. 
Анна Леопольдовна, достигнув власти, пожаловала ему чин статского советника (19 ноября 1740 года) и повелела состоять при своем дворе. В ноябре же 1740 года именным указом ему назначено жалованье в 1500 рублей, а за понесенные им убытки «с отрешения от двора поныне, которое время содержал он себя на своем пропитании без жалованья, отчего пришел в несостояние» пожалованы ему две тысячи рублей. 
Кондратий Иванович Геннингер стал «тайным», т. е. частным секретарем правительницы (состоял «при дворе при исправлении иностранной корреспонденции»). В 1741 году, когда Пруссия старалась заключить союз с Россией, прусский посланник Мардефельд предложил Геннингеру 100000 крон, думая, что он имеет сильное влияние на свою бывшую ученицу, но Геннингер отказался принять деньги и тотчас же сообщил принцессе о сделанном ему предложении. 
Со вступлением на престол Елизаветы Петровны Геннингер снова остался без работы и только 12 ноября 1752 года, по ходатайству И. И. Шувалова, был назначен вице-президентом Мануфактур-коллегии, с жалованьем в 2400 рублей. 
30 ноября 1752 года последовало Высочайшее повеление о рассмотрении в Сенате дела об удовлетворении Геннингера заслуженным за прошлое время жалованьем. 
13 мая 1754 года он был произведён в действительные статские советники. В том же году ему было поручено «сочинить о разных материях пункты» по Мануфактур-коллегии для Комиссии по составлению Уложения. 
16 августа 1760 года К. И. Геннингер был уволен от государственной службы за старостью. 
Кондратий Иванович Геннингер умер в 1763 году в городе Москве. 
Геннингер имел двух сыновей: Филиппа Якоба и Антона.

## Избранная библиография
- «Описание погребального препровождения и обрядов, какие имели калмыки при сожжении тела Чакур-Ламы недалеко от Санкт-Петербурга в мае месяце 1736 года» («Месяцеслов» 1736 года и «Собрание сочинений, выбранных из месяцесловов на разные годы», ч. 1)
- «О гербах» (Примечания к «Санкт-Петербургским Ведомостям» 1739 года, "№№ 3—5).